# ممثلة بلباس رجل

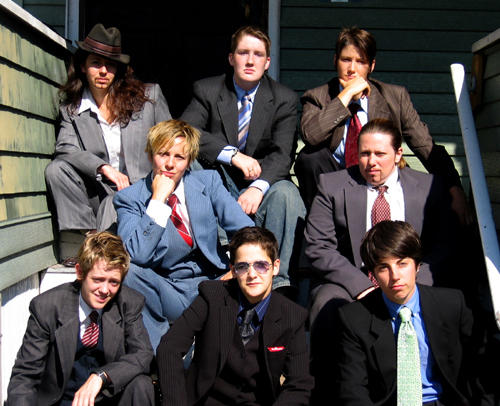
أول ذا كينغ مان: مجموعة ممثلات مقيمات ببوسطن

(بالإنجليزية: drag king)‏ هو عرض تمثيلي تنتحل فيه الممثلات النساء دور رجال وذلك بلبس أزياء رجالية وتغليض أصواتهم محاكاة للصورة النمطية للرجل. يمكن لهؤلاء النساء أن يكن مثليات ٬ متحولات جنسيا ٬ غيريات ٬ أو مزدوجات الميول. ويستعمل هذا الفن عادة في الكوميديا والمعارض الفنية وخاصة في السيرك. و برزهذا التوجه في أواخر القرن التاسع عشر.